# Ronde van Spanje 2007/Achtste etappe
De achtste etappe van de Ronde van Spanje 2007 vond plaats op 8 september 2007. Het was een individuele tijdrit die voerde van Denominación de Origen Cariñena naar Zaragoza. De etappe was 52 kilometer lang. Het parkoers was nagenoeg vlak.

## Verslag
De renners die vroeg van start moesten hadden het voordeel dat er op dat moment minder wind was. Bert Grabsch, László Bodrogi en Magnus Bäckstedt profiteerden ten volle van dit voordeel. Voor het klassement ontspon er een tweestrijd om de gouden trui tussen de Belg Stijn Devolder en de Rus Denis Mensjov. Uit de tussentijden werd al snel duidelijk dat klassementsaanvoerder Vladimir Jefimkin deze positie moest gaan prijsgeven.
Devolder liep in eerste instantie ongeveer twintig seconden achterstand op op Mensjov, maar na 27 kilometer lagen de twee precies gelijk. In het tweede deel van de rit bouwde de Belg langzaam een voorsprong op. Op 40 kilometer lag hij 13 seconden voor, bij de finish was dat uitgebouwd naar een halve minuut. Devolder werd derde in de etappe en nam de gouden trui over van Jefimkin. De etappe werd gewonnen door Grabsch, met 34 seconden voorsprong op Bodrogi en 48 seconden op Devolder. De resultaten van Cadel Evans (11e op 2'20"), Vladimir Karpets (12e op 2'41"), Sastre (25e op 4'03"), Óscar Pereiro (45e op 5'08") en Leonardo Piepoli (118e op 7'24") vielen tegen.

### Tussensprints
Er waren geen tussensprints.

### Beklimmingen
Er waren geen beklimmingen.

### Opgaves
Er waren geen opgaves.

## Uitslag
| rang | renner            | land             | ploeg                 | tijd     |
| ---- | ----------------- | ---------------- | --------------------- | -------- |
| 1    | Bert Grabsch      | Duitsland        | T-Mobile Team         | 57'05"   |
| 2    | László Bodrogi    | Hongarije        | Crédit Agricole       | op 34"   |
| 3    | Stijn Devolder    | België           | Discovery Channel     | op 48"   |
| 4    | Denis Mensjov     | Rusland          | Rabobank              | op 1'18" |
| 5    | Magnus Bäckstedt  | Zweden           | Liquigas              | op 1'37" |
| 6    | Stefan Schumacher | Duitsland        | Team Gerolsteiner     | op 1'52" |
| 7    | Jason McCartney   | Verenigde Staten | Discovery Channel     | op 1'55" |
| 8    | Joost Posthuma    | Nederland        | Rabobank              | op 2'01" |
| 9    | Dimitri Champion  | Frankrijk        | Bouygues Télécom      | op 2'15" |
| 10   | Santos González   | Spanje           | Karpin-Galicia        | op 2'18" |
| 11   | Cadel Evans       | Australië        | Predictor-Lotto       | op 2'20" |
| 12   | Vladimir Karpets  | Rusland          | Caisse d'Epargne      | op 2'41" |
| 13   | Jurgen Van Goolen | België           | Discovery Channel     | op 2'50" |
| 14   | Maxime Monfort    | België           | Cofidis               | op 3'00" |
| 15   | Carlos Barredo    | Spanje           | Quick·Step-Innergetic | op 3'03" |
| 16   | Joeri Krivtsov    | Oekraïne         | Ag2r Prévoyance       | op 3'12" |
| 17   | Sylvain Chavanel  | Frankrijk        | Cofidis               | op 3'21" |
| 18   | Vladimir Jefimkin | Rusland          | Caisse d'Epargne      | op 3'22" |
| 19   | Samuel Sánchez    | Spanje           | Euskaltel-Euskadi     | op 3'34" |
| 20   | Tom Boonen        | België           | Quick·Step-Innergetic | op 3'36" |

## Klassementen

### Algemeen klassement
| rang | renner               | land      | ploeg                 | tijd       |
| ---- | -------------------- | --------- | --------------------- | ---------- |
| 1    | Stijn Devolder       | België    | Discovery Channel     | 29u 25'55" |
| 2    | Denis Mensjov        | Rusland   | Rabobank              | op 30"     |
| 3    | Vladimir Jefimkin    | Rusland   | Caisse d'Epargne      | op 1'28"   |
| 4    | Cadel Evans          | Australië | Predictor-Lotto       | op 1'54"   |
| 5    | Maxime Monfort       | België    | Cofidis               | op 2'12"   |
| 6    | Sylvain Chavanel     | Frankrijk | Cofidis               | op 3'00"   |
| 7    | Carlos Sastre        | Spanje    | Team CSC              | op 3'15"   |
| 8    | Carlos Barredo       | Spanje    | Quick·Step-Innergetic | op 3'41"   |
| 9    | Vladimir Karpets     | Rusland   | Caisse d'Epargne      | op 3'44"   |
| 10   | Leonardo Bertagnolli | Italië    | Liquigas              | op 4'03"   |

### Puntenklassement
| rang | renner        | land      | ploeg                 | punten |
| ---- | ------------- | --------- | --------------------- | ------ |
| 1    | Óscar Freire  | Spanje    | Rabobank              | 115    |
| 2    | Paolo Bettini | Italië    | Quick·Step-Innergetic | 77     |
| 3    | Erik Zabel    | Duitsland | Team Milram           | 59     |

### Bergklassement
| rang | renner             | land    | ploeg                | punten |
| ---- | ------------------ | ------- | -------------------- | ------ |
| 1    | Serafín Martínez   | Spanje  | Karpin-Galicia       | 46     |
| 2    | Vladimir Jefimkin  | Rusland | Caisse d'Epargne     | 30     |
| 3    | David de la Fuente | Spanje  | Saunier Duval-Prodir | 29     |

### Combinatieklassement
| rang | renner            | land    | ploeg             | punten |
| ---- | ----------------- | ------- | ----------------- | ------ |
| 1    | Stijn Devolder    | België  | Discovery Channel | 19     |
| 2    | Vladimir Jefimkin | Rusland | Caisse d'Epargne  | 22     |
| 3    | Denis Mensjov     | Rusland | Rabobank          | 23     |

### Ploegenklassement
| rang | ploeg             | land             | tijd       |
| ---- | ----------------- | ---------------- | ---------- |
| 1    | Caisse d'Epargne  | Spanje           | 88u 26'44" |
| 2    | Discovery Channel | Verenigde Staten | op 2'10"   |
| 3    | Liquigas          | Italië           | op 2'28"   |

1e etappe ·
2e etappe ·
3e etappe ·
4e etappe ·
5e etappe ·
6e etappe ·
7e etappe ·
8e etappe ·
9e etappe ·
10e etappe ·
11e etappe ·
12e etappe ·
13e etappe ·
14e etappe ·
15e etappe ·
16e etappe ·
17e etappe ·
18e etappe ·
19e etappe ·
20e etappe ·
21e etappe

Startlijst · Eindstanden · Afbeeldingen